# Melanotropina

Struktura α-MSH

Struktura β-MSH

Struktura γ-MSH

Melanotropina (MSH, hormon melanotropowy, intermedyna) – hormon polipeptydowy wytwarzany przez komórki pośredniej części przysadki mózgowej, którego działanie skupia się na melanoforach, czyli komórkach barwnikowych zawierających pigment, zwany melaniną. Hormony kory nadnercza (kortyzol) i rdzenia nadnerczy (adrenalina, noradrenalina) silnie hamują wydzielania hormonu melanotropowego.

## Działanie
- Pobudza komórki skóry do tworzenia brunatnego barwnika – melaniny przez aktywację procesu melanogenezy (czyli tworzenia się ciemnego pigmentu skóry za pomocą komórek zwanych melanocytami)
- Wykazuje podobieństwo struktury chemicznej do adrenokortykotropiny (ACTH) i w związku z tym posiada słabe działanie adrenokortykotropowe.
- Hormony MSH regulują syntezę melaniny i jej rozmieszczenie w melanoforach u ryb, płazów i gadów lub w komórkach barwnikowych ptaków i ssaków.
- U człowieka część pośrednia przysadki jest szczątkowa i wydzielanie hormonu MSH u osób zdrowych i dorosłych prawdopodobnie nie zachodzi, a rolę melanotropową przypisuje się hormonowi adrenokortykotropowemu (ACTH).
- Powoduje ciemnienie skóry i wpływa na adaptację wzroku do ciemności oraz resyntezę rodopsyny.
- W pewnych warunkach, np. w czasie ciąży, wzrost jego ilości powoduje nieco ciemniejszą barwę skóry.

Rozróżnia się 3 formy melanotropiny: α, β i γ:
1. Hormon alpha-melanotropowy, melanotropina α lub (α-MSH) jest zbudowana z 13 reszt aminokwasowych niezależnie od gatunku
2. Łańcuch melanotropina β (β-MSH) ma długość zależną od gatunku najczęściej zbudowana u większości ssaków z 18 reszt aminokwasowych (u człowieka 22 reszty)
3. Wydzielany jest również 11-aminokwasowy hormon gamma-melanotropowy (γ-MSH).

Wszystkie formy są pochodnymi proopiomelanokortyny, z której odpowiednie sekwencje aminokwasowe wycinane są w trakcie procesu potranslacyjnej proteolizy.
Aktywność biologiczna melanotropiny jest uwarunkowana obecnością odpowiedniego peptydu (zawierającego 7 reszt aminokwasowych.
Wydzielanie melanotropiny jest hamowane pod wpływem neurohormonu podwzgórza (MIF).
U człowieka MSH powstaje w wyniku rozcięcia molekuły POMC przez odpowiednie (brak danych jakie) enzymy. α-MSH ma adres 1-13, natomiast β-MSH – 84-101 (licząc od pierwszego aminokwasu POMC). Przypuszczalne działanie MSH – rozpraszanie melaniny, uczenie się, płciowe zachowanie, wzrastanie i aktywność komórek Sertolego w jądrze.